# 日本玩具協会
一般社団法人日本玩具協会（にほんがんぐきょうかい、英: The Japan Toy Association）は、玩具メーカーで構成される日本の業界団体。
見本市「東京おもちゃショー」、玩具産業構造高度化セミナー、おもちゃシンポジウムの開催、玩具安全マーク「STマーク」の管理、日本おもちゃ大賞の主催を行っている。

## 概要

### 略歴
- 1967年設立。
- 1988年に社団法人日本玩具国際見本市協会（1962年設立）と共に、東京都墨田区東駒形へ移転。
- 2000年に社団法人日本玩具国際見本市協会と合併。

### 日本玩具組合
日本玩具協会の前身は、1960年代に設立された日本玩具組合である。当時のおもちゃはブリキやセルロイドなどを原材料として製造されており、子供が遊ぶものであるにもかかわらず安全性の面で問題があった。このため玩具の安全性について提案する機関として、東京都台東区寿町の3階建のビルに設立された。日本で初めてラジコン玩具を製造した万世玩具が1955年頃に発売したラジコンは、当時の労働者の給与の2倍以上の価格で作られ販売された。しかし1980年頃までに玩具の主流はプラスチック製に変わり、日本玩具組合の存在も消えた。

## STマーク
STマーク（エスティーマーク）は、日本玩具協会が管理する玩具の安全性を示すマークである。同協会が定める玩具安全基準を満たし、検査機関による検査に合格した玩具を示すマークで、名称は安全な玩具を意味する「Safety Toy」に由来する。15歳未満の子供向け玩具を対象としており、STマーク付き玩具には対象年齢を明記しなくてはならない。対象年齢が低いほど安全性をより高めた製品となっている。
第三者検査機関により玩具の安全基準であるST基準（機械的安全性、可燃安全性、化学的安全性）に適合していると検査で認められた製品に付けられる。2010年時点で、日本国内で市販されている7割以上の玩具にはSTマークが付けられている。

## 事業所
東京本部
- 東京都墨田区東駒形4丁目22番4号 日本文化用品安全試験所ビル5階

大阪支部
- 大阪府大阪市東成区大今里南1丁目2番11号 O.Tビル8階